# Une femme préparant du pain et du beurre pour un garçon
Une femme préparant du pain et du beurre pour un garçon (en néerlandais, Vrouw met brood en boter en een naast haar staande jongen) est un tableau du peintre néerlandais du siècle d'or Pieter de Hooch, réalisé vers 1660-1663 et conservé au Getty Center de Los Angeles.

## Description
Cette scène de genre représente l'intérieur d'une maison. Une femme est en train d'étaler du beurre sur une tartine, alors qu'un enfant se tient auprès d'elle. Par la porte entrouverte, on voit un bâtiment portant l'inscription Schole (« école »). Au dessus de la porte sont rangés des livres et une bougie ; une toupie repose sur le sol.
Le tableau date du début des années 1660, quand de Hooch quitte la ville de Delft pour s'installer à Amsterdam. Il s'agit d'une œuvre de transition : on y retrouve la simplicité des décors des premières peintures de de Hooch, mais le style élégant, les couleurs plus froides et le travail des lumières annonce ses œuvres plus tardives. Le sol en marbre avec des carreaux en losange, également typique des œuvres de la période amsterdamoise, illustre l'influence de l'architecture de la métropole alors florissante sur l'environnement des peintures de de Hooch ; toutefois, ce genre de décorations se retrouvaient en réalité davantage dans les bâtiments officiels que dans les logements privés.
La signature du peintre figure sur le repose-pied de la femme.

## Interprétation
La peinture peut représenter une mère et son enfant sur le point de partir à l'école, comme le suggère le panneau sur le bâtiment en arrière-plan. L'enfant est en prière avant de manger, une posture commune dans les tableaux de cette époque qui illustre la bonne éducation du personnage. La chandelle et les livres pourraient symboliser les lumières qu'apporte l'éducation. La toupie peut être une allusion à la nécessité ressentie à l'époque de fouetter les enfants (comme la toupie qui tombe si on cesse de la fouetter), ou simplement au fait que l'enfant du tableau abandonne ses jeux pour aller étudier. Ainsi, ce tableau s'inscrit dans le cadre de la morale protestante du XVIIe siècle, où l'éducation des enfants occupe une place importante. Il s'agit d'une représentation idéale de la vie domestique, centrée autour de la figure de la mère et de l'enfant, que l'on retrouve dans de nombreuses peintures néerlandaises de cette période.

## Provenance
Le tableau a notamment appartenu au collectionneur d'art hollandais Jan Gildemeester (en), au baron Verstolk van Soelen, au banquier britannique Humphrey St John-Mildmay (en), à l'industriel canadien George A. Drummond, au banquier américain Andrew Mellon, à l'industriel suisse d'origine allemande Hans Heinrich Thyssen-Bornemisza et a été acquis par le J. Paul Getty Museum en 1984,.

## Sources
- [Hofstede de Groot 1908] (en) Cornelis Hofstede de Groot (trad. de l'allemand par Edward G. Hawke), A catalogue raisonné of the works of the most eminent Dutch painters of the seventeenth century based on the work of John Smith [« Beschreibendes und kritisches Verzeichnis der Werke der hervorragendsten holländischen Maler des XVII. Jahrhunderts »], vol. 1, Londres, Macmillan, 1908, 664 p. (OCLC 697646840, lire en ligne)
- [Franits 2007] (en) Wayne Franits, Pieter de Hooch: A Woman Preparing Bread and Butter for a Boy, Los Angeles, J. Paul Getty Museum, 2007, 92 p. (ISBN 978-0-892-36844-0, lire en ligne [PDF])